# Dolina Bieleho Potoka
Dolina Bieleho Potoka ( polsky Dolina Białego Potoku je malé odvětví Javorové doliny ve Vysokých Tatrách. Ústí do dolní části Javorové doliny a směřuje v délce asi 1,5 km do Tatranské Javoriny na jihozápad pod hřebenem Skalky. 

## Název
Název dal údolí Biely potok (polsky Biały Potok) který jí protéká. 

## Příroda
S výjimkou jejího ústí je porostlá lesem. Horní části se říká Končina a části pod Gombošovým vrchem Hajnice. Dolina není přístupná pro turisty. Je přísně chráněnou přírodní rezervací TANAPu. 